# Центр Ольги Розановой
Центр Ольги Розановой— культурно-просветительская общественная организация, занимающаяся популяризацией творческого наследия Ольги Розановой. Создана во Владимире в 2016 году.

## История создания
Идея создания Центра Ольги Розановой во Владимире возникла в феврале 2016 года, усилиями культурного центра «Эйдос» при поддержке департамента культуры областной администрации и администрации города Владимира, которые организовали и провели фестиваль актуального искусства «АртСубъект» и научную конференцию «Ольга Розанова: региональное, национальное, глобальное». В работе этой конференции принимали участие известные учёные Андрей Сарабьянов, Вера Терехина и другие специалисты.
Уже в ноябре 2016 года во Владимире была проведена презентация Центра Ольги Розановой". Как было объявлено в ходе презентации, в планы Розановского центра входят исследовательская, экспертная, просветительская, художественная и издательская деятельность.
В 2018 году Центр Ольги Розановой провёл во Владимире общероссийский симпозиум и серию выставок, посвящённые столетию со дня смерти Ольги Розановой. На симпозиуме собрались специалисты со всей России.
В 2021 году Центр Ольги Розановой запустил благотворительную кампанию в пользу дома Ольги Розановой. Задача кампании — расселить жильцов дома Розановой и создать в этом доме исследовательского и образовательного Центра авангарда.

## Актив Розановского центра
- Глава Попечительского совета центра — Андрей Сарабьянов, искусствовед, директор Московского центра авангарда.
- Член Попечительского совета центра — Вера Терехина, искусствовед.
- Член Попечительского совета центра — Алиса Бирюкова, зам. директора департамента культуры Владимирской области.
- Ученый секретарь центра — Анна Бражкина, историк, журналист.
- Директор центра — Полина Вахотина.

## Цитаты
- «Сегодня работы Розановой участвуют в 30-50 выставках в России и за рубежом ежегодно. Но серьёзно занимается исследованиями её творчества только небольшая группа российских специалистов. Розановский центр во Владимире создается очень вовремя. Мы даже не представляем, какие поразительные открытия нас ждут!»[8] — Андрей Сарабьянов, 2016.